# Battaglia di Aricia
La battaglia di Aricia è stato uno scontro campale presso l'antica città latina di Aricia (odierna Ariccia, in provincia di Roma) nel VI secolo a.C. (nel 507-506 a.C., o per una ipotesi moderna nel 525-520 a.C.,) tra truppe etrusche e le forze congiunte dei Latini e dei greci di Cuma.
L'importanza storica di questa battaglia risiede nel suo valore di "preludio" del declino della potenza etrusca nell'Italia centro-meridionale (Serrao).

## Storia
La battaglia va vista all'interno di un progetto di ampie dimensioni messo in piedi da Lars Porsenna, il re etrusco della città di Clusium (odierna Chiusi). Costui venne chiamato da Lucio Tarquinio detto il Superbo a mediare, con i Tirreni su una controversia che vedeva imputati i Romani stessi, in quanto Tarquinio, cacciato da Roma, intendeva rientrare come re. Lucio Tarquinio non ebbe successo; ciò danneggiò i suoi rapporti coi Tirreni e fu invitato a lasciare il campo che Porsenna aveva posto presso Roma. Porsenna restituì ai Romani i prigionieri di guerra, strinse patti di alleanza e fu ricambiato dai Romani con un trono d'avorio, uno scettro e una corona d'oro.
Porsenna voleva evitare di lasciare senza bottino i propri soldati e approfittare della situazione per allargare i propri domini verso il sud, cercando di appropriarsi delle linee commerciali navali dei Tirreni di Caere e Tarquinia, che commerciavano con i greci del sud Italia. Cuma era quindi un suo obiettivo. Così, spedì suo figlio Arrunte, con metà del suo esercito a togliere di mezzo il primo ostacolo lungo la strada per il sud. Questo ostacolo era Aricia, forte cittadina, una acropoli ben arroccata sullo sperone lavico ove si trova la moderna Ariccia. Gli aricini furono informati del pericolo da un ambasciatore del Tuscolo inviato da Egerio Bebio Tuscolano, dittatore di Tuscolo.
Arrunte arrivò ad Aricia e pose il suo accampamento ai piedi della collina, nella Valle di Aricia, presso le rive di un lago alimentato dall'emissario del Lago di Nemi. Pose sotto assedio l'acropoli, sperando nella resa degli aricini. L'assedio invece durò due anni. Vani furono i tentativi di assalire la città scavalcando le sue possenti mura. Gli aricini non cedettero, perché grazie ad una fitta rete di cunicoli sotterranei, in parte residui di colate laviche e in parte artificiali, riuscivano nottetempo a far arrivare aiuti alimentari da Lanuvio, una città appartenente alla Lega Latina. Ma dopo due anni di assedio la stanchezza si fece sentire e, approfittando sempre dei cunicoli, fecero uscire degli ambasciatori che giunti nel porto di Arcia - un porto che gli aricini avevano in comune con i Rutuli di Ardea, il porto Castrum Iunii, salparono con una barca per Cuma. Una volta arrivati chiesero al generale Aristodemo di Cuma, chiamato Malakos, l'effeminato, l'aiuto necessario.
Aristodemo, che venti anni prima aveva subìto l'assedio degli etruschi, accettò ben volentieri. I Cumani sbarcarono presso il Castrum Iunii, assieme ai Rutuli di Ardea, agli Anziati, ai Lanuvini e ad altri della lega latina. La strategia della battaglia fu messa a punto da Aristodemo e consisteva in un dispiegamento tattico: gli aricini sarebbero scesi dall'acropoli e avrebbero affrontato nella valle gli etruschi, sfruttando la sorpresa. Poi, avrebbero fatto finta di ritirarsi, lasciando agli etruschi il compito di inseguirli; in quell'istante sarebbe intervenuto il grosso dell'esercito cumano e della lega a colpire alle spalle gli etruschi che si sarebbero trovati circondati. Così avvenne. Correva l'anno 504 a.C. Arrunte non riuscì a fuggire, venne ucciso in battaglia. I soldati etruschi che riuscirono, feriti, a fuggire, si rifugiarono presso i romani. Gli aricini considerarono questo fatto come un tradimento. Aristodemo venne proclamato dagli aricini come salvatore della patria e gli fu donato un ingente bottino, che fu trasportato a Cuma da navi aricine.